# Wizernes
Wizernes est une commune française située dans le département du Pas-de-Calais en région Hauts-de-France.
Elle fait partie de la communauté d'agglomération du Pays de Saint-Omer (CAPSO). Wizernes est jumelée avec la ville d'Ensdorf en Allemagne.
Le territoire de la commune est situé dans le parc naturel régional des Caps et Marais d'Opale.

## Géographie

### Localisation
Localisée dans le nord-est du département du Pas-de-Calais, Wizernes est une commune de la vallée de l'Aa située, à vol d'oiseau, à 5 km au sud-ouest de la commune de Saint-Omer (aire d'attraction et chef-lieu d'arrondissement).
Le territoire de la commune est limitrophe de ceux de cinq communes.
Les communes limitrophes sont Longuenesse, Blendecques, Hallines, Helfaut et Wisques.

### Géologie et relief
La superficie de la commune est de 6,16 km2 ; son altitude varie de 17  à   119 mètres.

### Hydrographie
Le territoire de la commune est situé dans le bassin Artois-Picardie.
Il est est à la fois irriguée et drainée par deux cours d'eau :
- le fleuve côtier, l'Aa, un cours d'eau naturel de 56 km, qui prend sa source dans la commune de Bourthes et se jette dans le canal de Neufossé au niveau de la commune de Saint-Omer[4]. L'Aa n'est aujourd'hui large que de quelques mètres au niveau de la commune, mais il a, au cours des âges, creusé une large vallée en laissant deux plateaux siliceux témoins géologiques de l'ère tertiaire : le plateau d'Helfaut (à la flore remarquable, qui a justifié le classement d'une partie du site (en réserve naturelle régionale) au sud et le plateau de Longuenesse au nord. Avec les grands déboisements, puis l'agriculture, puis l'urbanisation et l'industrialisation du lit mineur, de nombreux moulins puis des papeteries ont été construits dans la vallée. Ce cours d'eau a connu de nombreux aménagements, rectifications, barrages et endiguements, et a vu son régime devenir plus irrégulier et violent et ses eaux plus turbides ;

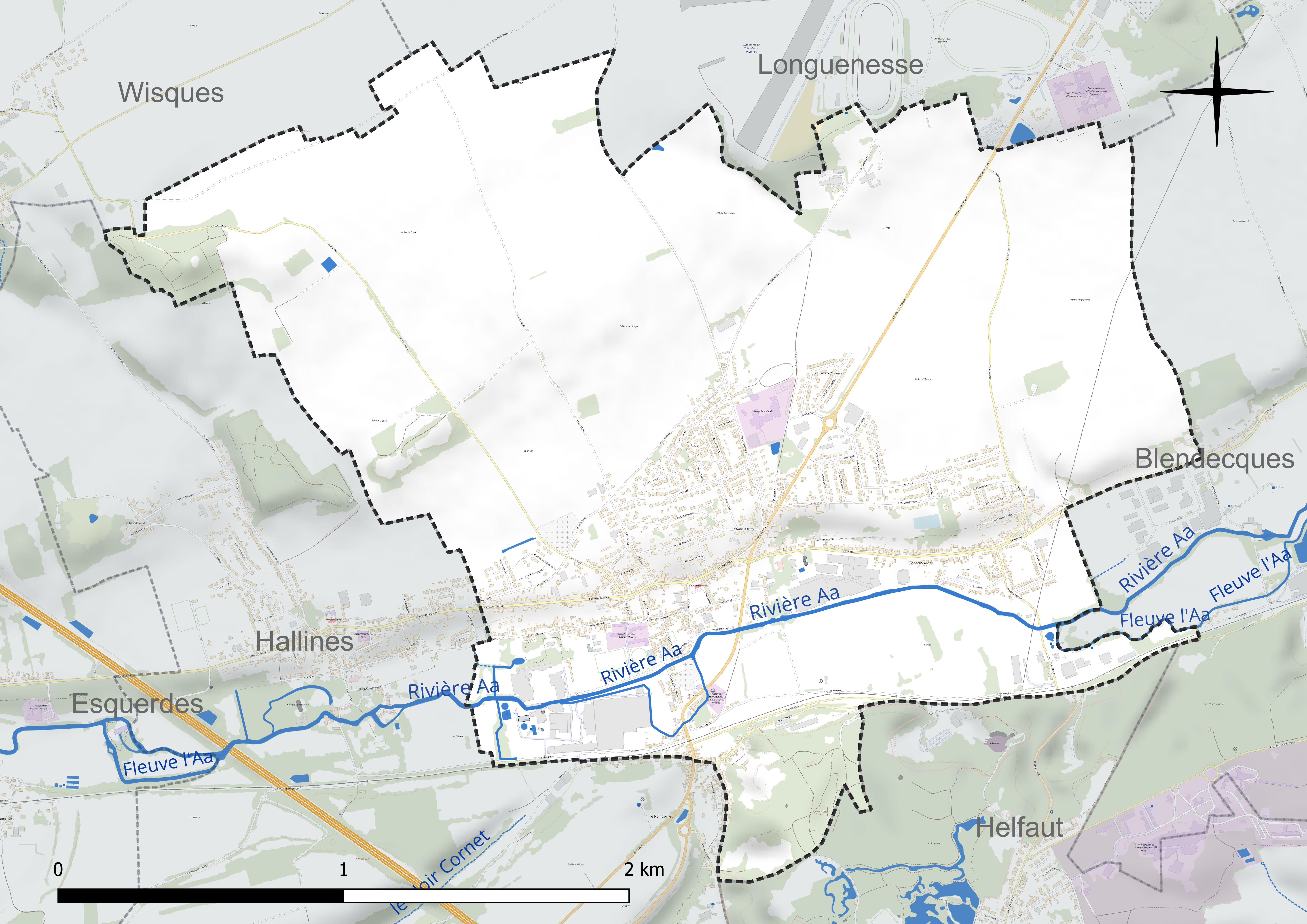
Réseau hydrographique de Wizernes.

- le fleuve l'aa, d'une longueur de 1,89 km[5].

### Climat
Pour des articles plus généraux, voir Climat des Hauts-de-France et Climat du Pas-de-Calais.
En 2010, le climat de la commune est de type climat océanique franc, selon une étude du CNRS s'appuyant sur une série de données couvrant la période 1971-2000. En 2020, Météo-France publie une typologie des climats de la France métropolitaine dans laquelle la commune est exposée à un climat océanique et est dans la région climatique Côtes de la Manche orientale, caractérisée par un faible ensoleillement (1 550 h/an) ; forte humidité de l’air (plus de 20 h/jour avec humidité relative > 80 % en hiver), vents forts fréquents.
Pour la période 1971-2000, la température annuelle moyenne est de 10,4 °C, avec une amplitude thermique annuelle de 13,4 °C. Le cumul annuel moyen de précipitations est de 838 mm, avec 13 jours de précipitations en janvier et 8,4 jours en juillet. Pour la période 1991-2020, la température moyenne annuelle observée sur la station météorologique la plus proche, située sur la commune de Watten à 14 km à vol d'oiseau, est de 11,3 °C et le cumul annuel moyen de précipitations est de 822,8 mm,. Pour l'avenir, les paramètres climatiques de la commune estimés pour 2050 selon différents scénarios d'émission de gaz à effet de serre sont consultables sur un site dédié publié par Météo-France en novembre 2022.

### Milieux naturels et biodiversité

#### Espaces protégés
La protection réglementaire est le mode d’intervention le plus fort pour préserver des espaces naturels remarquables et leur biodiversité associée.
Dans ce cadre, la commune fait partie de trois espaces protégés : 
- l'arrêté préfectoral de protection de biotope des landes du plateau d'Helfaut[13] ;
- la réserve de biosphère, zone de transition, du marais audomarois[14] ;
- le parc naturel régional des Caps et Marais d'Opale, d’une superficie de 132 499 hectares réparties sur 154 communes, géré par le syndicat mixte d'aménagement et de gestion du parc naturel régional des Caps et Marais d'Opale[15].

#### Zones naturelles d'intérêt écologique, faunistique et floristique
L’inventaire des zones naturelles d'intérêt écologique, faunistique et floristique (ZNIEFF) a pour objectif de réaliser une couverture des zones les plus intéressantes sur le plan écologique, essentiellement dans la perspective d’améliorer la connaissance du patrimoine naturel national et de fournir aux différents décideurs un outil d’aide à la prise en compte de l’environnement dans l’aménagement du territoire.
Le territoire communal comprend quatre ZNIEFF de type 1 :
- le plateau siliceux d'Helfaut à Racquinghem. Cette ZNIEFF correspond à un vaste plateau détritique de moins d’un kilomètre de large et de près de 10 km de long qui surplombe de plus de 90 m la vallée de l’Aa dont les versants abrupts taillés dans la craie sont en partie occupés par les pelouses de Wizernes[16] ;
- la Vallée de l'Aa entre Lumbres et Wizernes, d’une superficie de 168 hectares et d'une altitude variant de 25  à   36 mètres. Ce site se rattache à l'ensemble écologique constitué par la moyenne vallée de l’Aa et ses versants entre Remilly-Wirquin et Wizernes (ZNIEFF de type 2)[17] ;
- le bois et les landes de Wisques, d’une superficie de 175 hectares et d'une altitude variant de 89  à   126 mètres. Ce site occupe une des nombreuses buttes sablo-argileuses relictuelles couronnant les hauts de versants et les plateaux de la vallée de l’Aa[18] ;
- les ravins de Pihem et Noir Cornet et coteau de Wizernes. Cette ZNIEFF s’étend le long de la rive droite de l’Aa où elle forme un ensemble des plus remarquables tant d’un point de vue paysager qu’écologique[19].

et une ZNIEFF de type 2 : la moyenne vallée de l’Aa et ses versants entre Remilly-Wirquin et Wizernes. La moyenne vallée de l’Aa et ses versants représentent un remarquable ensemble écologique associant des habitats très différents constituant des complexes de végétations souvent complémentaires.

Carte des ZNIEFF de type 1 et 2 sur la commune
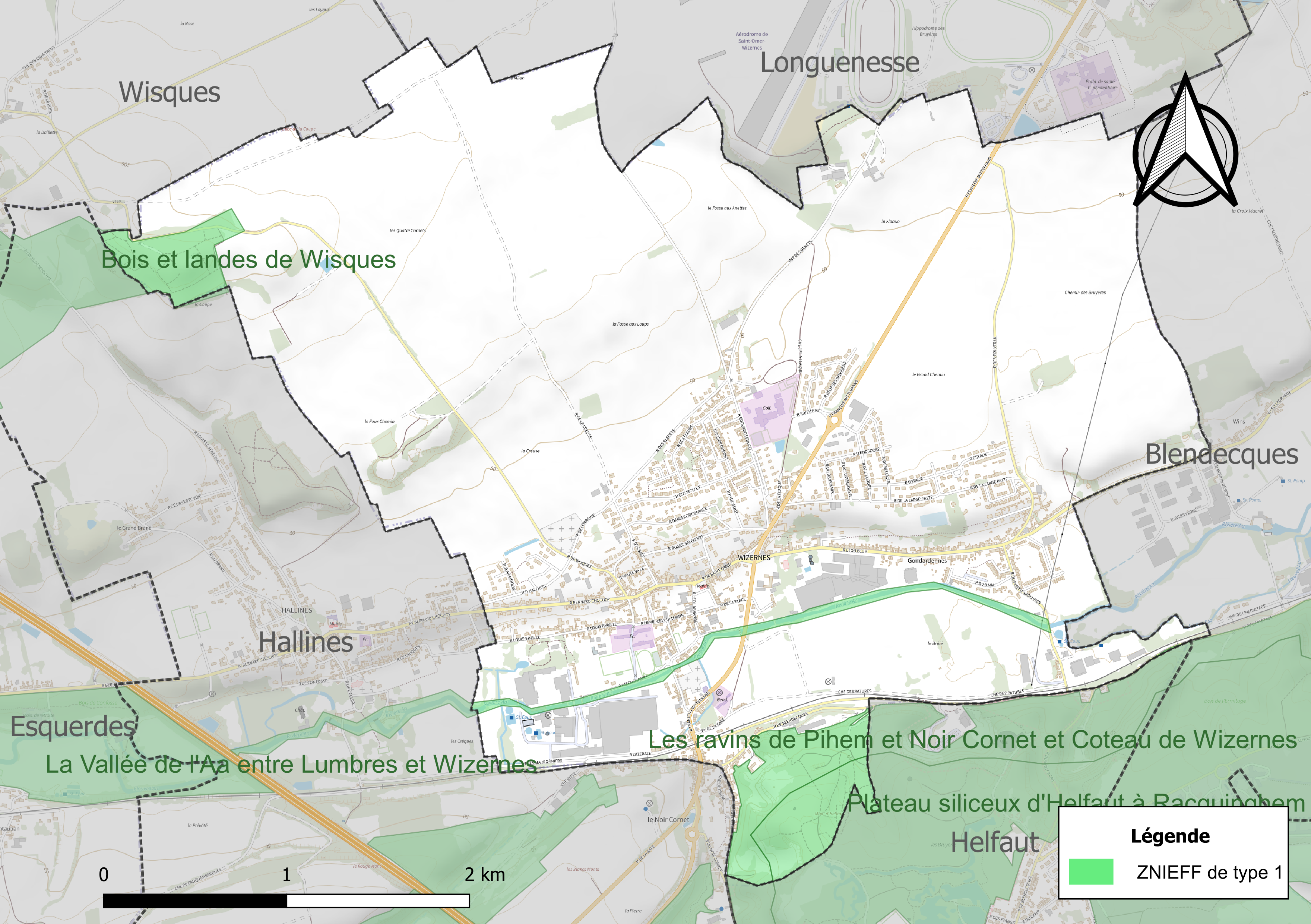
Carte des ZNIEFF de type 1 sur la commune.
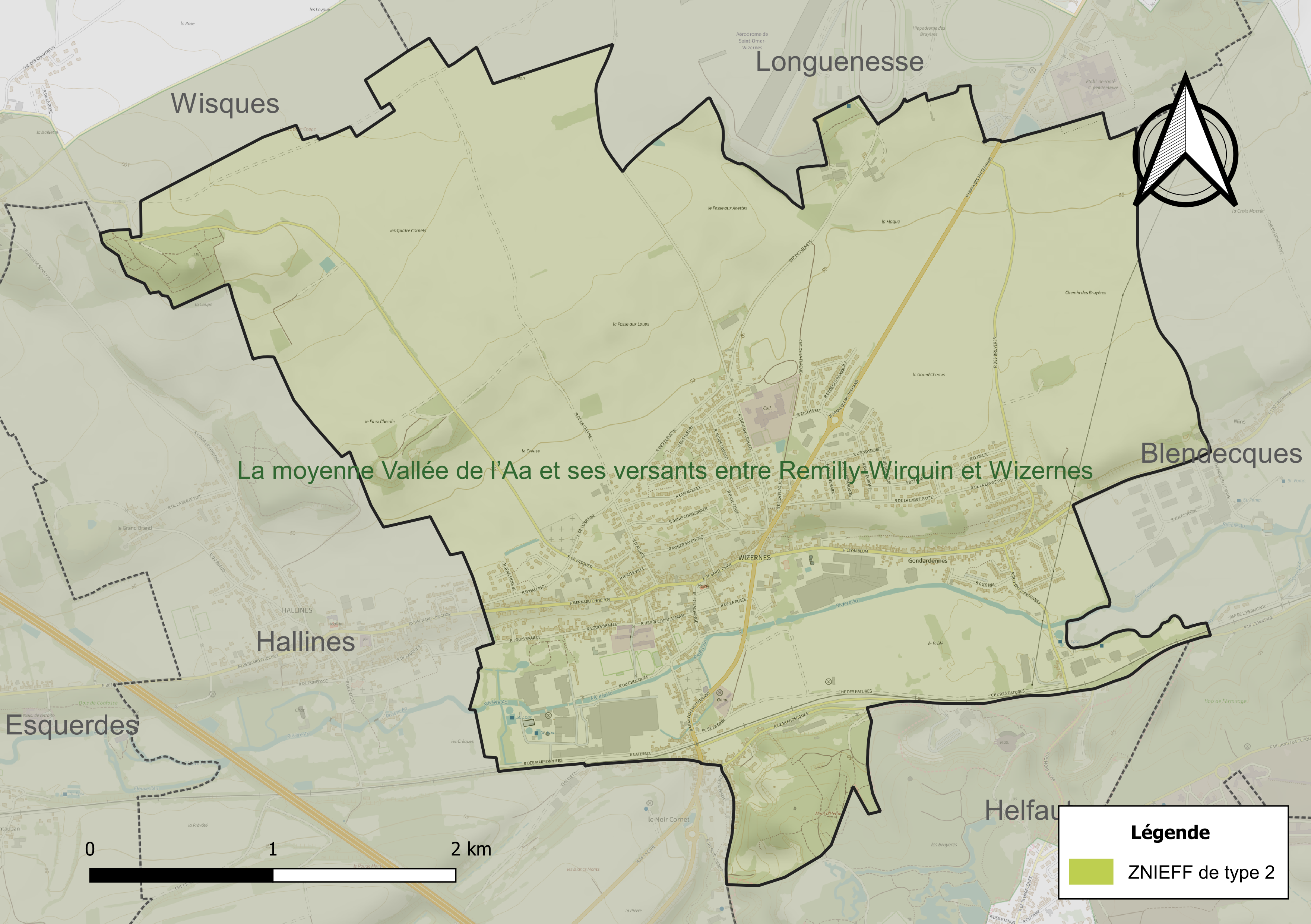
Carte de la ZNIEFF de type 2 sur la commune.

#### réseau Natura 2000
Le réseau Natura 2000 est un réseau écologique européen de sites naturels d’intérêt écologique élaboré à partir des directives « habitats » et « oiseaux ». Ce réseau est constitué de zones spéciales de conservation (ZSC) et de zones de protection spéciale (ZPS). Dans les zones de ce réseau, les États Membres s'engagent à maintenir dans un état de conservation favorable les types d'habitats et d'espèces concernés, par le biais de mesures réglementaires, administratives ou contractuelles.
Sur la commune, un site Natura 2000 de type B est défini en site d'importance communautaire (SIC) : les pelouses, bois acides à neutrocalcicoles, landes nord-atlantiques du plateau d'Helfaut et le système alluvial de la moyenne vallée de l'Aa d'une superficie de 389 hectares et répartis sur 14 communes.

## Urbanisme

### Typologie
Au 1er janvier 2024, Wizernes est catégorisée ceinture urbaine, selon la nouvelle grille communale de densité à sept niveaux définie par l'Insee en 2022.
Elle appartient à l'unité urbaine de Saint-Omer, une agglomération inter-départementale regroupant 23  communes, dont elle est une commune de la banlieue,,. Par ailleurs la commune fait partie de l'aire d'attraction de Saint-Omer, dont elle est une commune de la couronne,. Cette aire, qui regroupe 79 communes, est catégorisée dans les aires de 50 000 à moins de 200 000 habitants,.

### Occupation des sols
L'occupation des sols de la commune, telle qu'elle ressort de la base de données européenne d’occupation biophysique des sols Corine Land Cover (CLC), est marquée par l'importance des territoires agricoles (67,6 % en 2018), en diminution par rapport à 1990 (76,5 %). La répartition détaillée en 2018 est la suivante : 
terres arables (60,9 %), zones urbanisées (27,4 %), zones agricoles hétérogènes (5,3 %), forêts (2,6 %), espaces verts artificialisés, non agricoles (2,3 %), prairies (1,4 %), zones industrielles ou commerciales et réseaux de communication (0,1 %). L'évolution de l’occupation des sols de la commune et de ses infrastructures peut être observée sur les différentes représentations cartographiques du territoire : la carte de Cassini (XVIIIe siècle), la carte d'état-major (1820-1866) et les cartes ou photos aériennes de l'IGN pour la période actuelle (1950 à aujourd'hui).

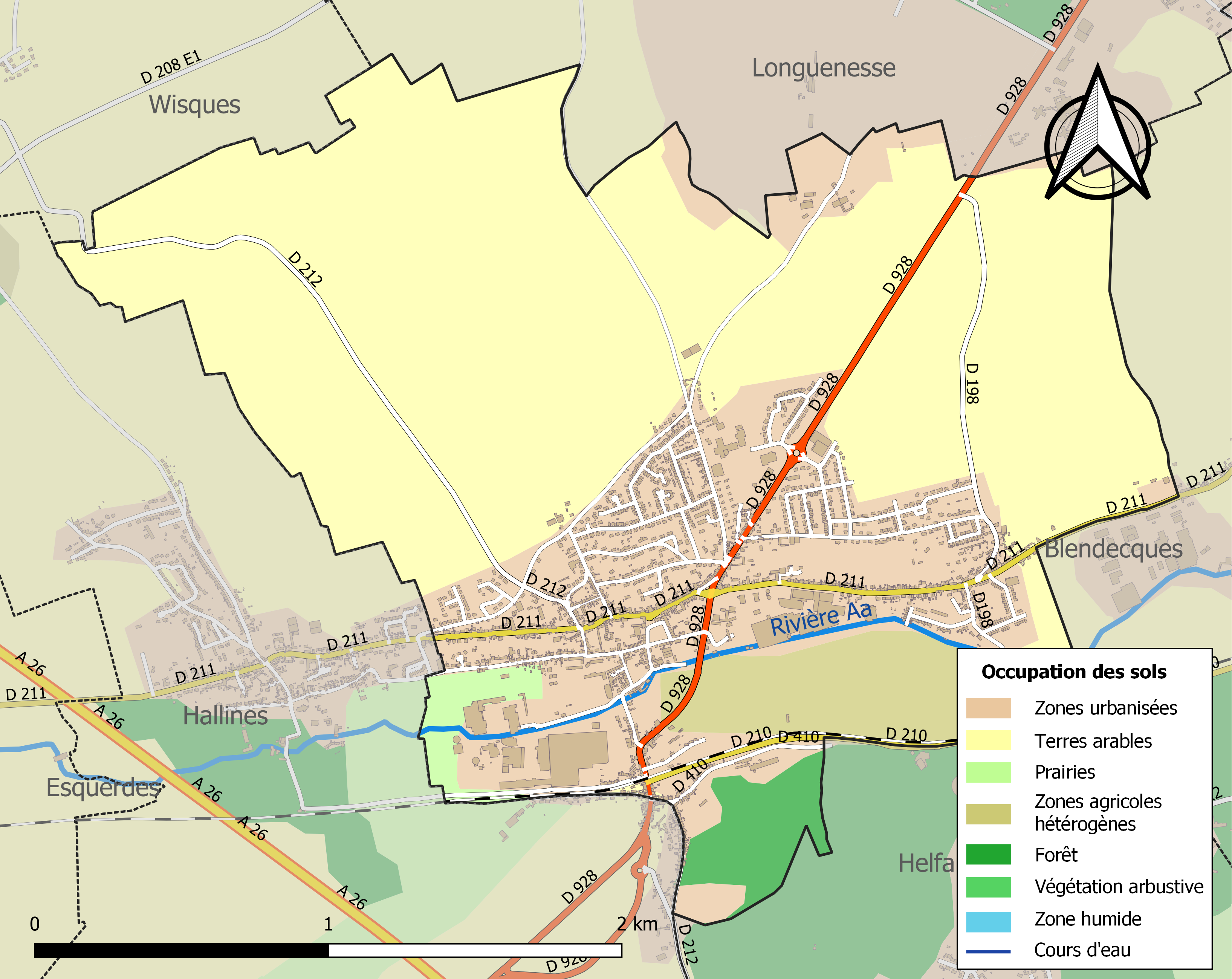
Carte des infrastructures et de l'occupation des sols de la commune en 2018 (CLC).

### Voies de communication et transports
La gare de Wizernes sur la ligne de Saint-Omer à Hesdigneul est fermée aux voyageurs mais ouverte au service Fret SNCF. Proche de l'ancien bâtiment voyageur, un arrêt, près de la coupole d'Helfaut, est desservi en saison par le Chemin de fer touristique de la vallée de l'Aa.
Depuis septembre 2013, Wizernes est desservi par une ligne du réseau Mouvéo. Elle est également desservie par la ligne 422 du réseau interurbain Oscar.
Sur la commune, ainsi que sur celle de Longuenesse, se trouve l'aérodrome de Saint-Omer - Wizernes. L'aérodrome possède aussi des aménagements prévus pour la pratique de l'aéromodélisme avec

### Risques naturels et technologiques
Le débit du fleuve Aa, en période de crue, a atteint 257 m3/s, bien plus que les précédents records historiques mesuré : 41,3 m3/s le 27 décembre 1999 et 40,5 m3/s le 6 février 1988 ans. La crue de retour de 200 ans est cotée à 67,0 m3/s pour l’Aa à Wizernes (scénario correspondant à 20 % de pluviométrie de plus de la quantité de précipitations qui a causé la crue de mars 2002, soit 144 mm au lieu de 120 mm sur toute la durée de l’événement pluvieux. Lors de la crue de 2002, la rivière est sortie de son lit mineur et causé d'importants dégâts (plus de 1 200 maisons et logements sinistrés en aval de Wizernes, dont 730 à Blendecques, 150 à Saint-Omer et 111 à Arques. La crue précédente comparable (selon les données laissées par la presse de l'époque) serai celle de novembre 1894.
Les crues importantes de l’Aa surviennent généralement entre octobre et février et plus précisément pour les 24 crues les plus récentes (depuis 1988 à 2012), en décembre (dix crues) et en janvier (sept crues).
À la suite du passage des tempêtes Ciarán, Domingos et Elisa et des inondations et coulées de boue qui se sont produites, la commune est reconnue, par arrêté du 14 novembre 2023, en état de catastrophe naturelle pour inondations et coulées de boue sur la période du 2 au 12 novembre 2023, comme 179 autres communes du département.

## Toponymie
| Formes successives du nom attestées pour la localité, - Weserinium, 844-864 (cart. Sith., p. 103) - Vuesarinium, 877 (cart. Sith., p. 124) - Weserna, 1040 (ch. de Saint-Bert., no 70) - Wiserna, 1093 (ch. de Saint-Bert., no 91) - Gueserna, 1096 (ch. de Saint-Bert., no 93) - Vuiserna, 1144 (cart. Sith., p. 319) - Wesernes, 1197 (ch. de Saint-Bert., no 412) - Weserne, 1241 (ch. de Saint-Bert., no 870) - Wezerne, 1249 (terr. A de Thér., 2e part., fo 75 vo ) - Wiserne, 1289 (ch. d’Artois, A. 127, no 1) - Wisierne, 1320 (mém. Mor., t. XXVIII , p. 62) - Wissernes, 1327 (ch. de Saint-Bert., no 1524) - Wyserne, 1374 (cart. des chartr. du Val-Ste-Aldeg., fo 247 ro ) - Wicerne, 1380 (Froissart, t. IX, p. 245) - Vuysernes, 1418 (bull. Mor., t. II, p. 318) - Wisserna, vers 1512 (Tassart, pouillé) - Wiserne, 1542 (Courtois, dictionn., p. 300) - Wyzerne, 1543 (ch. de Saint-Bert., no 4056) - Wizernes, 1793 (An II) - Wizerne et Wizernes, 1801 (Bulletin des lois) |

Derrière le nom de Wizernes se cache un hydronyme celtique de l’Aa : Visara.
Wezerne en flamand.

## Histoire
Vers 1191, Giselbert de Wiserna et Eustache d'Eeckhout contestent à l'abbaye Saint-Winoc de Bergues, la possession de la dîme de Hoymille. La comtesse de Flandre Mathilde de Portugal la donne à l'abbaye.
En 1312, un texte évoque Jean de Wizernes, sans autre précision.
La commune est décorée de la croix de guerre 1939-1945, avec étoile de bronze, le 11 novembre 1948, distinction également attribuée à 28 autres communes du Pas-de-Calais.

## Politique et administration

### Découpage territorial
La commune se trouve dans l'arrondissement de Saint-Omer du département du Pas-de-Calais.

#### Commune et intercommunalités
La commune est membre de la communauté d'agglomération du Pays de Saint-Omer.

#### Circonscriptions administratives
La commune est rattachée au canton de Longuenesse.

#### Circonscriptions électorales
Pour l'élection des députés, la commune fait partie de la huitième circonscription du Pas-de-Calais.

### Élections municipales et communautaires

#### Liste des maires
| Période                                  | Période                     | Identité                   | Étiquette | Qualité                                                                                                |
| ---------------------------------------- | --------------------------- | -------------------------- | --------- | --- |
| Les données manquantes sont à compléter. |                             |                            |           | |
| 1947                                     | ?                           | Édouard Leducq (1914-1980) | SFIO      | Agent général d'assurances Ancien combattant (1939-1945)                                               |
| 1983 ?                                   | juin 1995                   | Jean Simon                 | PS        | |
| juin 1995                                | mai 2020                    | Daniel Herbert             | PS        | Retraité, maire honoraire (2020) Vice-président de la CA de Saint-Omer Réélu pour le mandat 2014-2020, |
| 25 mai 2020                              | En cours (au 17 avril 2022) | Pierre Évrard              | DVG       | Conseiller financier retraité,                                                                         |

### Jumelages
La commune est jumelée avec :
| Ville | Ville    | Pays | Pays      | Période     |
| ----- | -------- | ---- | --------- | ----------- |
|       | Ensdorf, |      | Allemagne | depuis 1988 |

## Population et société

### Démographie

#### Évolution démographique
L'évolution du nombre d'habitants est connue à travers les recensements de la population effectués dans la commune depuis 1793. Pour les communes de moins de 10 000 habitants, une enquête de recensement portant sur toute la population est réalisée tous les cinq ans, les populations de référence des années intermédiaires étant quant à elles estimées par interpolation ou extrapolation. Pour la commune, le premier recensement exhaustif entrant dans le cadre du nouveau dispositif a été réalisé en 2006.

En 2022, la commune comptait 3 339 habitants, en évolution de +0,66 % par rapport à 2016 (Pas-de-Calais : −0,72 %, France hors Mayotte : +2,11 %).
| 1793 | 1800 | 1806 | 1821 | 1831 | 1836 | 1841  | 1846  | 1851  |
| ---- | ---- | ---- | ---- | ---- | ---- | ----- | ----- | ----- |
| 556  | 608  | 642  | 845  | 969  | 970  | 1 120 | 1 166 | 1 214 |

| 1856  | 1861  | 1866  | 1872  | 1876  | 1881  | 1886  | 1891  | 1896  |
| ----- | ----- | ----- | ----- | ----- | ----- | ----- | ----- | ----- |
| 1 265 | 1 275 | 1 304 | 1 435 | 1 700 | 1 868 | 1 997 | 2 101 | 2 098 |

| 1901  | 1906  | 1911  | 1921  | 1926  | 1931  | 1936  | 1946  | 1954  |
| ----- | ----- | ----- | ----- | ----- | ----- | ----- | ----- | ----- |
| 1 966 | 2 201 | 2 252 | 2 233 | 2 332 | 2 271 | 2 194 | 1 698 | 2 331 |

| 1962  | 1968  | 1975  | 1982  | 1990  | 1999  | 2006  | 2011  | 2016  |
| ----- | ----- | ----- | ----- | ----- | ----- | ----- | ----- | ----- |
| 2 798 | 3 016 | 3 309 | 3 614 | 3 362 | 3 448 | 3 344 | 3 276 | 3 317 |

| 2021  | 2022  | - | - | - | - | - | - | - |
| ----- | ----- | - | - | - | - | - | - | - |
| 3 323 | 3 339 | - | - | - | - | - | - | - |

#### Pyramide des âges
En 2018, le taux de personnes d'un âge inférieur à 30 ans s'élève à 35,2 %, soit en dessous de la moyenne départementale (36,7 %). De même, le taux de personnes d'âge supérieur à 60 ans est de 24,5 % la même année, alors qu'il est de 24,9 % au niveau départemental.
En 2018, la commune comptait 1 543 hommes pour 1 729 femmes, soit un taux de 52,84 % de femmes, légèrement supérieur au taux départemental (51,50 %).
Les pyramides des âges de la commune et du département s'établissent comme suit.
| Hommes | Classe d’âge | Femmes |
| ------ | ------------ | ------ |
| 0,2    | 90 ou +      | 0,6    |
| 6,2    | 75-89 ans    | 9,2    |
| 16,5   | 60-74 ans    | 16,0   |
| 22,0   | 45-59 ans    | 21,7   |
| 19,4   | 30-44 ans    | 17,5   |
| 17,4   | 15-29 ans    | 16,3   |
| 18,3   | 0-14 ans     | 18,6   |

| Hommes | Classe d’âge | Femmes |
| ------ | ------------ | ------ |
| 0,5    | 90 ou +      | 1,6    |
| 5,6    | 75-89 ans    | 8,9    |
| 16,7   | 60-74 ans    | 18,1   |
| 20,2   | 45-59 ans    | 19,2   |
| 18,9   | 30-44 ans    | 18,1   |
| 18,2   | 15-29 ans    | 16,2   |
| 19,9   | 0-14 ans     | 17,9   |

## Économie
La commune présente notamment deux papeteries datant du XIXe siècle.

## Culture locale et patrimoine

### Lieux et monuments
- La Coupole d'Helfaut-Wizernes (centre d'histoire et de mémoire du Nord-Pas-de-Calais).
- L'hippodrome des Bruyères.
- L'aérodrome de Saint-Omer - Wizernes.
- La gare de Wizernes.
- L'église Saint-Folquin du XXe siècle.
- Le monument aux morts, commémorant les morts des guerres de 1914-1918, 1939-1945, Indochine et Afrique du Nord[52].
- Au cimetière, se trouve trois tombes de guerre de la Commonwealth War Graves Commission (CWGC).

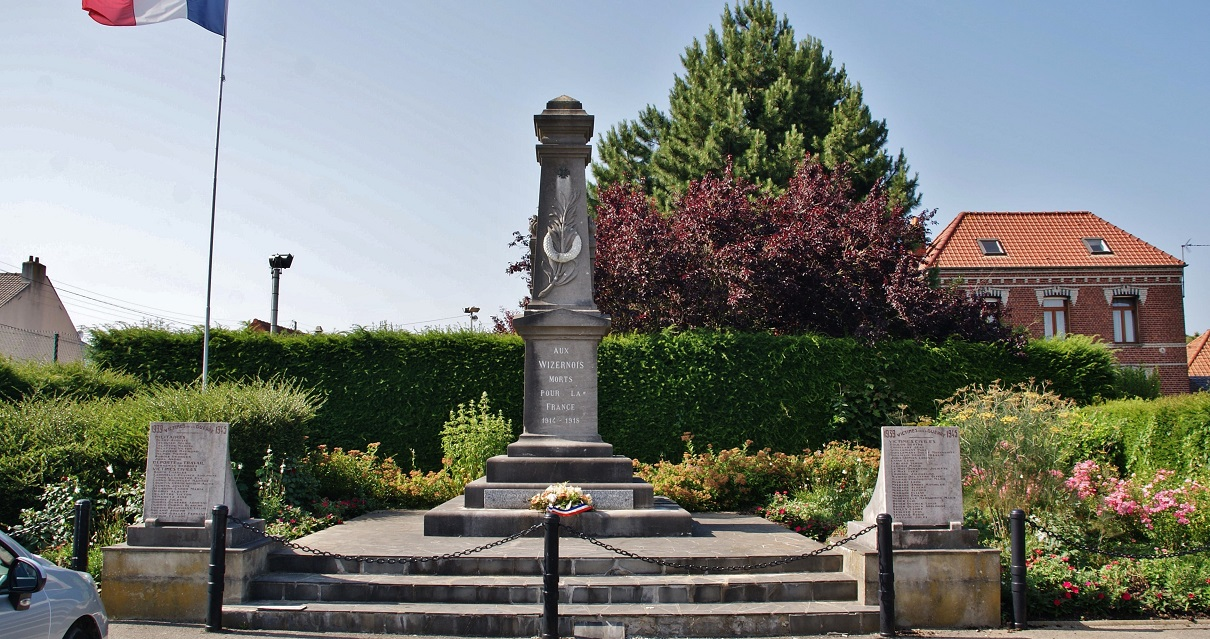
Le monument aux morts.
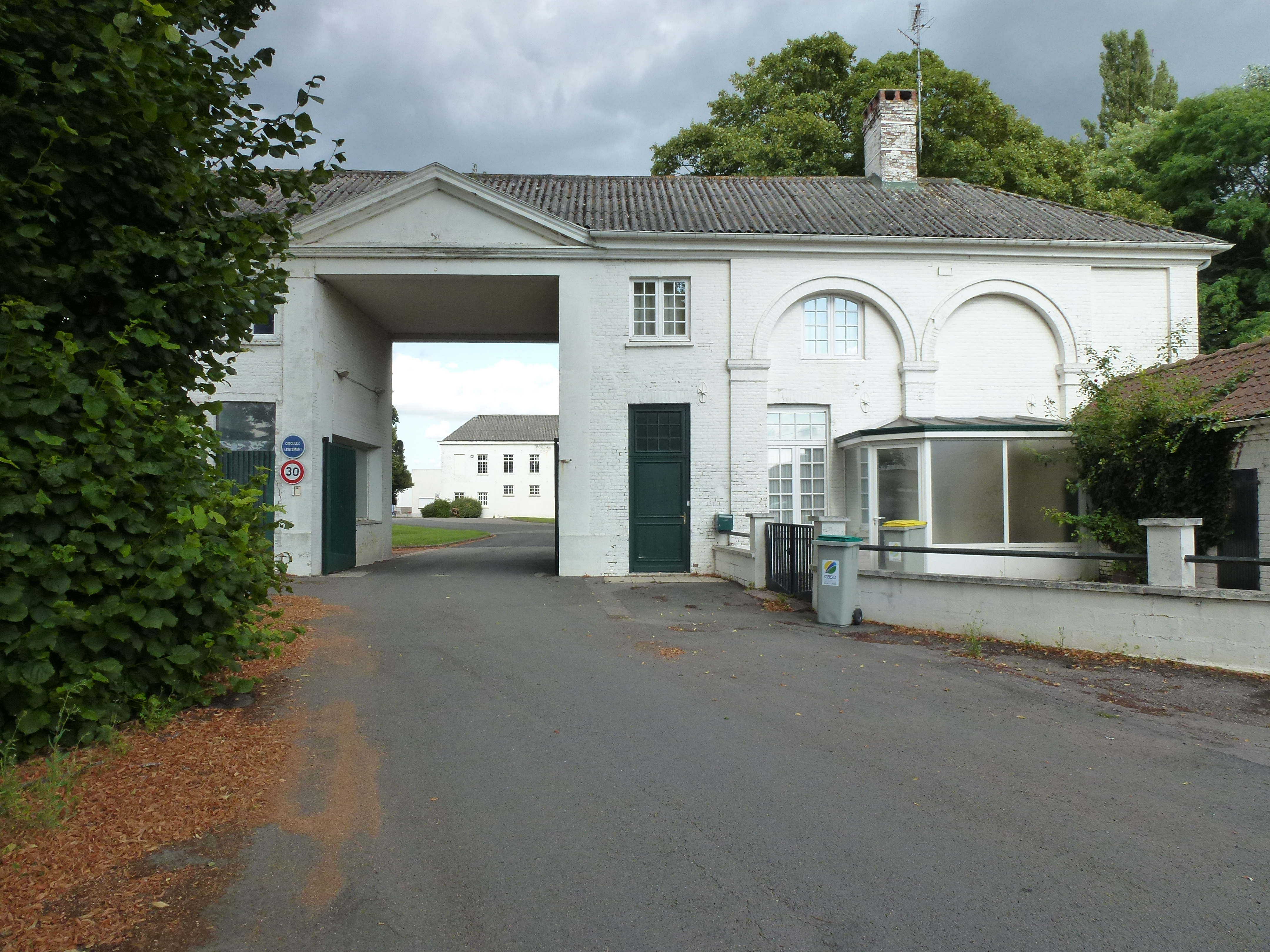
L'entrée de la papeterie.
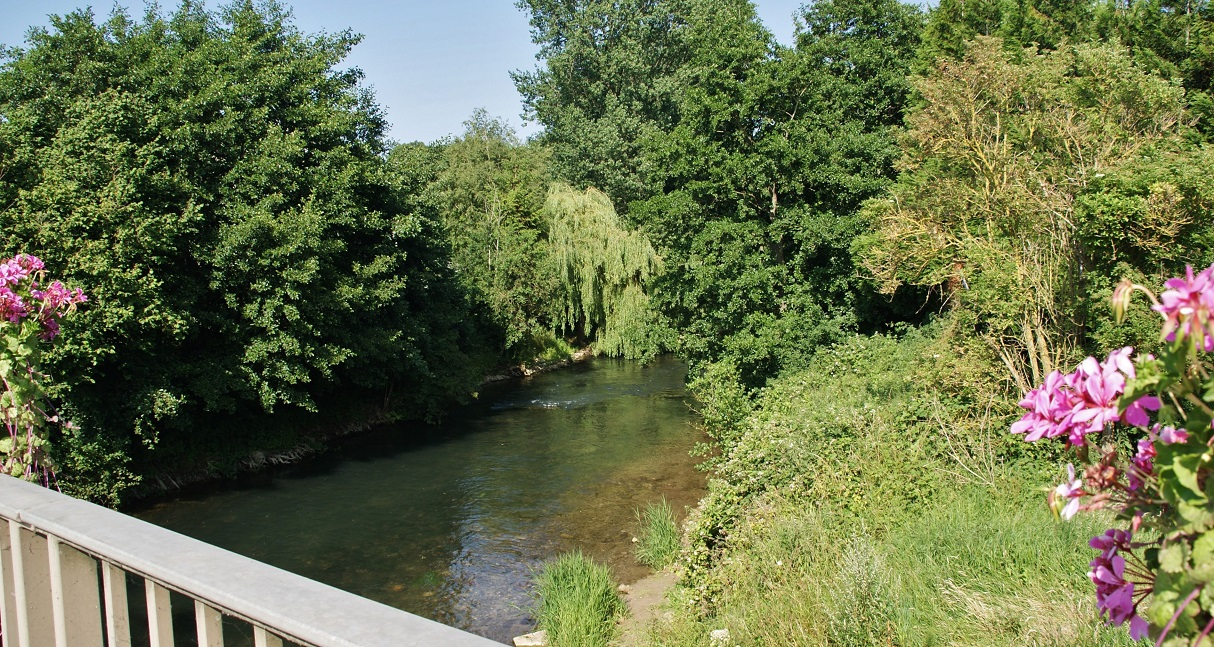
L'Aa à Wizernes.

### Héraldique
| Armes de Wizernes | Les armes de Wizernes se blasonnent ainsi : d’argent aux trois fasces de gueules, à l’écusson écartelé d’or et de sable brochant en cœur sur le tout. |

## Pour approfondir